# Eerie (Comic)
Eerie war ein US-amerikanisches Horror-Comicmagazin. Es erschien von 1966 bis 1983 als zweite Publikation dieser Art nach Creepy beim Verlag Warren Publishing.
Eerie wurde von Archie Goodwin gegründet. Die schwarz-weißen Comics wurden jeweils von der Figur Cousin Eerie eingeleitet. Mit der Insolvenz des Verlags wurde die Erscheinung 1983 nach 139 Ausgaben beendet.
Eine Vielzahl bekannter Comiczeichner und Autoren veröffentlichte im Heft, darunter Frank Frazetta, Wally Wood, Al Williamson, Neal Adams, Steve Ditko.